# Сомалийска газела
Сомалийската газела още газела на Зомеринг (Nanger soemmerringii) е вид бозайник от семейство Кухороги (Bovidae). Видът е световно застрашен, със статут Уязвим.

## Разпространение и местообитание
Разпространен е в Джибути, Еритрея, Етиопия и Сомалия.